# 살롱 (사교계)

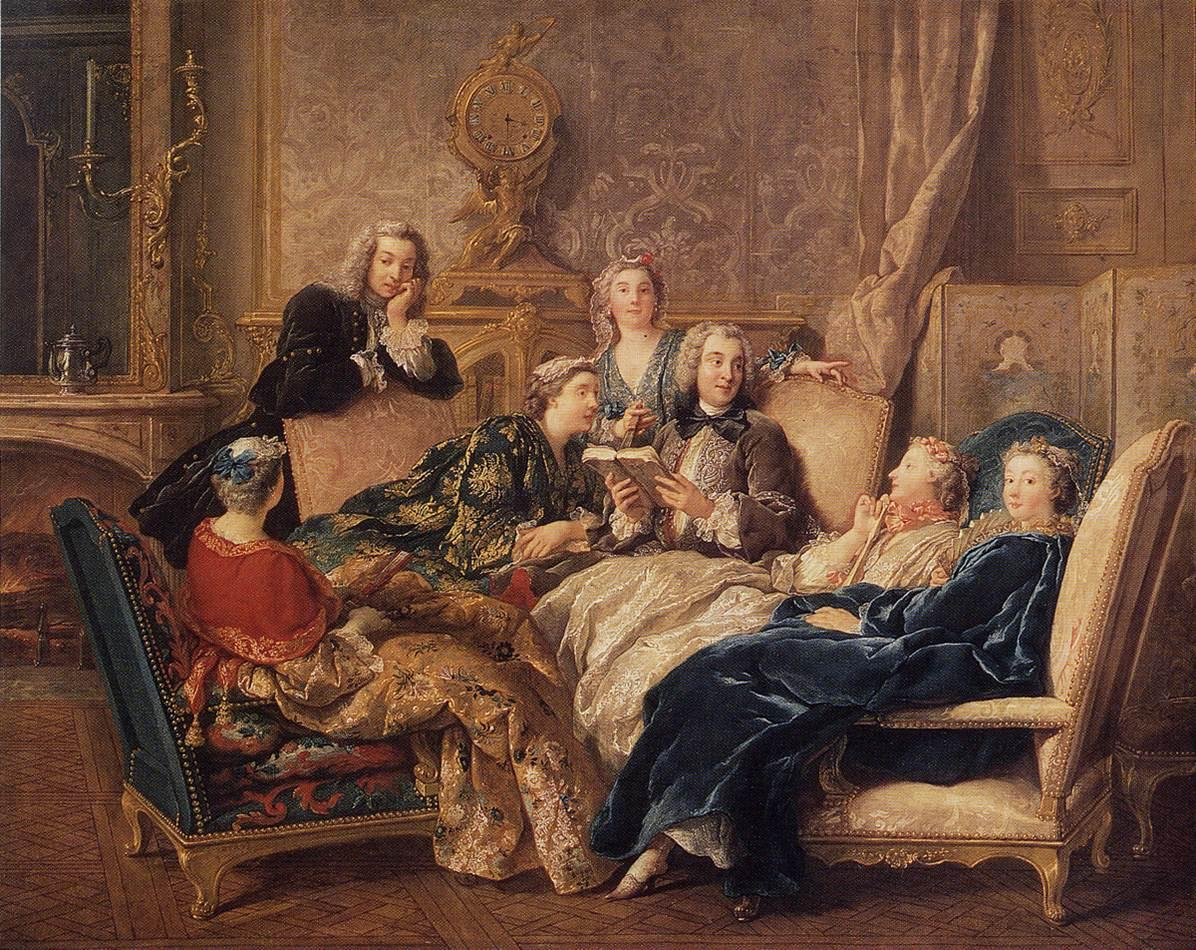

살롱(프랑스어: salon, 영어: salon)은 프랑스에서 궁정과 귀족의 저택을 무대로 한 사교계 모임이다.

## 같이 보기
- 살롱 드 파리
- Salon.com
- 살롱 도톤